# Cyclopsodesmus geniculatus
Cyclopsodesmus geniculatus är en mångfotingart som beskrevs av Loomis 1964. Cyclopsodesmus geniculatus ingår i släktet Cyclopsodesmus och familjen Fuhrmannodesmidae. Inga underarter finns listade i Catalogue of Life.